# Saison 2000 de l'ATP
Cet article traite de la saison 2000 masculine. Pour la saison 2000 féminine, voir Saison 2000 de la WTA.
Pour un article plus général, voir 2000 en tennis.
Pour un article plus général, voir ATP World Tour.
Vainqueurs des tournois majeurs
Cet article rassemble les résultats des tournois de tennis masculin de la saison 2000. Celle-ci est constituée de 72 tournois répartis en plusieurs catégories :
- 66 organisés par l'ATP : 
  - les Tennis Masters Series, au nombre de 9 ;
  - les International Series Gold, au nombre de 11 :
  - les International Series, au nombre de 44 ;
  - la Tennis Masters Cup qui réunit les huit meilleurs joueurs et paires au classement ATP Race en fin de saison ;
  - la World Team Cup (compétition par équipes).
- 6 organisés par l'ITF :
  - les 4 tournois du Grand Chelem ;
  - Les Jeux Olympiques qui se déroulent à Sydney ;
  - la Coupe Davis (compétition par équipes).

La Hopman Cup est une compétition mixte (par équipes), elle est organisée par l'ITF.

## Nouveautés
C'est la première saison à utiliser un nouveau classement en parallèle au classement ATP technique : le classement de l'ATP Race. Au début de la saison, les compteurs seront remis à zéro et le joueur qui aura totalisé le plus grand nombre de points sur ses 18 meilleurs résultats sera désigné n°1 mondial.
La saison 2000 de l'ATP marque l'arrivée de l'agence de marketing suisse ISL Worldwide qui promet d'injecter 1,2 milliard de dollars sur 10 ans aux principaux tournois (hors Grand Chelem) afin de mieux attirer les sponsors, d'améliorer et d'uniformiser la couverture télévisuelle.
Un changement notable apparaît pour les tournois de la catégorie Super 9, désormais appelés Masters Series. Ces tournois seront dorénavant obligatoires pour tous joueurs classés dans les 50 premiers (selon le format du tournoi) sous peine de sanctions financières. En effet, jusqu'à présent, les joueurs étaient obligés de participer à seulement six de ces tournois (sept pour les membres du top 10). De plus, aucun tournoi ne sera organisé pendant la même semaine qu'un Masters Series. Ces mesures ont été adoptées dans le but de rendre ces épreuves incontournables et d'attirer l'ensemble des meilleurs joueurs.
En fin d'année, la finale des Masters Series est renommé en Tennis Masters Cup, qui est une fusion du Masters et de la Coupe du Grand Chelem.

## Classements

### Évolution du top 10
| Rang | Nom                 | Points |
| ---- | ------------------- | ------ |
| 1    | Andre Agassi        | 4059   |
| 2    | Ievgueni Kafelnikov | 2733   |
| 3    | Pete Sampras        | 2427   |
| 4    | Thomas Enqvist      | 1850   |
| 5    | Gustavo Kuerten     | 1875   |
| 6    | Nicolas Kiefer      | 1757   |
| 7    | Todd Martin         | 1864   |
| 8    | Nicolás Lapentti    | 1654   |
| 9    | Marcelo Ríos        | 1769   |
| 10   | Richard Krajicek    | 1581   |

| Rang | Nom                           | Points |
| ---- | ----------------------------- | ------ |
| 1    | Leander Paes                  | 4339   |
| 2    | Mahesh Bhupathi               | 3851   |
| 3    | Jonas Björkman                | 3623   |
| 4    | Sébastien Lareau              | 3137   |
| 5    | Paul Haarhuis                 | 2990   |
| 6    | Jared Palmer                  | 2889   |
| 7    | Alex O'Brien                  | 2756   |
| 8    | Sandon Stolle Todd Woodbridge | 2716   |
| 10   | Byron Black                   | 2619   |

| Rang | Nom             | Points              |      |
| ---- | --------------- | ------------------- | ---- |
| 1    | en augmentation | Gustavo Kuerten     | 4195 |
| 2    | en augmentation | Marat Safin         | 4120 |
| 3    | en stagnation   | Pete Sampras        | 3385 |
| 4    | en augmentation | Magnus Norman       | 3110 |
| 5    | en diminution   | Ievgueni Kafelnikov | 2935 |
| 6    | en diminution   | Andre Agassi        | 2765 |
| 7    | en augmentation | Lleyton Hewitt      | 2625 |
| 8    | en augmentation | Àlex Corretja       | 2475 |
| 9    | en diminution   | Thomas Enqvist      | 2210 |
| 10   | en augmentation | Tim Henman          | 2020 |

| Rang | Nom             | Points                    |      |
| ---- | --------------- | ------------------------- | ---- |
| 1    | en augmentation | Mark Woodforde            | 4985 |
| 2    | en augmentation | Todd Woodbridge           | 4970 |
| 3    | en augmentation | Sandon Stolle             | 4085 |
| 4    | en augmentation | Paul Haarhuis             | 3850 |
| 5    | en augmentation | Ellis Ferreira Rick Leach | 3565 |
| 7    | en diminution   | Jared Palmer              | 3260 |
| 8    | en diminution   | Alex O'Brien              | 3020 |
| 9    | en augmentation | Max Mirnyi                | 2990 |
| 10   | en augmentation | Jiří Novák                | 2960 |

### Statistiques du top 20
| N° | Joueur              | Pays | Points | Évolution     |
| -- | ------------------- | ---- | ------ | ------------- |
| 1  | Gustavo Kuerten     |      | 4195   | +4            |
| 2  | Marat Safin         |      | 4120   | +22           |
| 3  | Pete Sampras        |      | 3385   | en stagnation |
| 4  | Magnus Norman       |      | 3110   | +11           |
| 5  | Ievgueni Kafelnikov |      | 2935   | −3            |
| 6  | Andre Agassi        |      | 2765   | −5            |
| 7  | Lleyton Hewitt      |      | 2625   | +18           |
| 8  | Àlex Corretja       |      | 2475   | +18           |
| 9  | Thomas Enqvist      |      | 2210   | −5            |
| 10 | Tim Henman          |      | 2020   | +2            |
| 11 | Mark Philippoussis  |      | 1865   | +8            |
| 12 | Juan Carlos Ferrero |      | 1840   | +30           |
| 13 | Wayne Ferreira      |      | 1770   | +40           |
| 14 | Franco Squillari    |      | 1598   | +38           |
| 15 | Patrick Rafter      |      | 1535   | +1            |
| 16 | Cédric Pioline      |      | 1520   | −3            |
| 17 | Dominik Hrbatý      |      | 1395   | +4            |
| 18 | Arnaud Clément      |      | 1360   | +38           |
| 19 | Sébastien Grosjean  |      | 1325   | +8            |
| 20 | Nicolas Kiefer      |      | 1265   | −5            |

## Palmarès
| Épreuve          | Or                             | Argent                         | Bronze                     | 4e place                          |
| Simple messieurs | Ievgueni Kafelnikov            | Tommy Haas                     | Arnaud Di Pasquale         | Roger Federer                     |
| Double messieurs | Sébastien Lareau Daniel Nestor | Todd Woodbridge Mark Woodforde | Àlex Corretja Albert Costa | David Adams John-Laffnie de Jager |

| Catégorie                 |
| ------------------------- |
| Grand Chelem              |
| Tennis Masters Cup        |
| Tennis Masters Series     |
| International Series Gold |
| International Series      |

### Simple
| No | Date       | Nom et lieu du tournoi                               | Catégorie      | Dotation    | Surface         | Vainqueur           | Finaliste              | Score                      | [ 1 ]   |
| -- | ---------- | ---------------------------------------------------- | -------------- | ----------- | --------------- | ------------------- | ---------------------- | -------------------------- | ------- |
| 1  | 03/01/2000 | AAPT Championships, Adélaïde                         | Int' Series    | 325 000 $   | Dur (ext.)      | Lleyton Hewitt      | Thomas Enqvist         | 3-6, 6-3, 6-2              | Tableau |
| 2  | 03/01/2000 | Gold Flake Open, Chennai                             | Int' Series    | 405 000 $   | Dur (ext.)      | Jérôme Golmard      | Markus Hantschk        | 6-3, 66-7, 6-3             | Tableau |
| 3  | 03/01/2000 | Qatar Mobil Open, Doha                               | Int' Series    | 975 000 $   | Dur (ext.)      | Fabrice Santoro     | Rainer Schüttler       | 3-6, 7-5, 3-0 ab.          | Tableau |
| 4  | 10/01/2000 | Heineken Open, Auckland                              | Int' Series    | 325 000 $   | Dur (ext.)      | Magnus Norman       | Michael Chang          | 3-6, 6-3, 7-5              | Tableau |
| 5  | 10/01/2000 | Adidas International, Sydney                         | Int' Series    | 325 000 $   | Dur (ext.)      | Lleyton Hewitt      | Jason Stoltenberg      | 6-4, 6-0                   | Tableau |
| 6  | 17/01/2000 | Australian Open, Melbourne                           | G. Chelem      | 3 864 414 $ | Dur (ext.)      | Andre Agassi        | Ievgueni Kafelnikov    | 3-6, 6-3, 6-2, 6-4         | Tableau |
| 7  | 07/02/2000 | Dubai Open, Dubaï                                    | Int' Series    | 975 000 $   | Dur (ext.)      | Nicolas Kiefer      | Juan Carlos Ferrero    | 7-5, 4-6, 6-3              | Tableau |
| 8  | 07/02/2000 | Open 13, Marseille                                   | Int' Series    | 475 000 $   | Dur (int.)      | Marc Rosset         | Roger Federer          | 2-6, 6-3, 7-65             | Tableau |
| 9  | 07/02/2000 | Sybase Open, San José                                | Int' Series    | 350 000 $   | Dur (int.)      | Mark Philippoussis  | Mikael Tillström       | 7-5, 4-6, 6-3              | Tableau |
| 10 | 14/02/2000 | Kroger St. Jude, Memphis                             | Series Gold    | 700 000 $   | Dur (int.)      | Magnus Larsson      | Byron Black            | 6-2, 1-6, 6-3              | Tableau |
| 11 | 14/02/2000 | ABN AMRO World Tennis Tournament, Rotterdam          | Series Gold    | 750 000 $   | Dur (int.)      | Cédric Pioline      | Tim Henman             | 63-7, 6-4, 7-64            | Tableau |
| 12 | 21/02/2000 | AXA Cup, Londres                                     | Series Gold    | 700 000 $   | Dur (int.)      | Marc Rosset         | Ievgueni Kafelnikov    | 6-4, 6-4                   | Tableau |
| 13 | 21/02/2000 | Abierto Mexicano Telcel, Mexico                      | Series Gold    | 700 000 $   | Terre (ext.)    | Juan Ignacio Chela  | Mariano Puerta         | 6-4, 7-64                  | Tableau |
| 14 | 28/02/2000 | Copenhagen Open, Copenhague                          | Int' Series    | 325 000 $   | Dur (int.)      | Andreas Vinciguerra | Magnus Larsson         | 6-3, 7-65                  | Tableau |
| 15 | 28/02/2000 | Citrix Tennis Championships, Delray Beach            | Int' Series    | 325 000 $   | Dur (ext.)      | Stefan Koubek       | Alex Calatrava         | 6-1, 4-6, 6-4              | Tableau |
| 16 | 28/02/2000 | Chevrolet Cup, Santiago                              | Int' Series    | 350 000 $   | Terre (ext.)    | Gustavo Kuerten     | Mariano Puerta         | 7-63, 6-3                  | Tableau |
| 17 | 06/03/2000 | Cerveza Club Colombia Open, Bogota                   | Int' Series    | 350 000 $   | Terre (ext.)    | Mariano Puerta      | Younès El Aynaoui      | 6-4, 7-65                  |         |
| 18 | 06/03/2000 | Franklin Templeton Tennis Classic, Scottsdale        | Int' Series    | 350 000 $   | Dur (ext.)      | Lleyton Hewitt      | Tim Henman             | 6-4, 7-62                  |         |
| 19 | 13/03/2000 | Tennis Masters Series Indian Wells, Indian Wells     | Masters Series | 2 450 000 $ | Dur (ext.)      | Àlex Corretja       | Thomas Enqvist         | 6-4, 6-4, 6-3              | Tableau |
| 20 | 20/03/2000 | Ericsson Championships, Miami                        | Masters Series | 2 700 000 $ | Dur (ext.)      | Pete Sampras        | Gustavo Kuerten        | 6-1, 62-7, 7-65, 7-68      | Tableau |
| 21 | 10/04/2000 | Galleryfurniture.com Tennis Challenge, Atlanta       | Int' Series    | 350 000 $   | Terre (ext.)    | Andrew Ilie         | Jason Stoltenberg      | 6-3, 7-5                   | Tableau |
| 22 | 10/04/2000 | Grand-Prix Hassan II, Casablanca                     | Int' Series    | 325 000 $   | Terre (ext.)    | Fernando Vicente    | Sébastien Grosjean     | 6-4, 4-6, 7-63             | Tableau |
| 23 | 10/04/2000 | Estoril Open, Estoril                                | Int' Series    | 600 000 $   | Terre (ext.)    | Carlos Moyà         | Francisco Clavet       | 6-3, 6-2                   |         |
| 24 | 17/04/2000 | Tennis Masters Series - Monte-Carlo, Monte-Carlo     | Masters Series | 2 450 000 $ | Terre (ext.)    | Cédric Pioline      | Dominik Hrbatý         | 6-4, 7-63, 7-66            | Tableau |
| 25 | 24/04/2000 | Open Seat Godó, Barcelone                            | Series Gold    | 900 000 $   | Terre (ext.)    | Marat Safin         | Juan Carlos Ferrero    | 6-3, 6-3, 6-4              | Tableau |
| 26 | 01/05/2000 | Mallorca Open, Palma de Majorque                     | Int' Series    | 475 000 $   | Terre (ext.)    | Marat Safin         | Mikael Tillström       | 6-4, 6-3                   | Tableau |
| 27 | 01/05/2000 | BMW Open, Munich                                     | Int' Series    | 375 000 $   | Terre (ext.)    | Franco Squillari    | Tommy Haas             | 6-4, 6-4                   | Tableau |
| 28 | 01/05/2000 | US Men's Clay Court Championship, Orlando            | Int' Series    | 325 000 $   | Terre (ext.)    | Fernando González   | Nicolás Massú          | 6-2, 6-3                   | Tableau |
| 29 | 08/05/2000 | Italian Open, Rome                                   | Masters Series | 2 450 000 $ | Terre (ext.)    | Magnus Norman       | Gustavo Kuerten        | 6-3, 4-6, 6-4, 6-4         | Tableau |
| 30 | 15/05/2000 | German International Championships, Hambourg         | Masters Series | 2 450 000 $ | Terre (ext.)    | Gustavo Kuerten     | Marat Safin            | 6-4, 5-7, 6-4, 5-7, 7-63   | Tableau |
| 31 | 22/05/2000 | International Raiffeisen Grand Prix, Sankt Pölten    | Int' Series    | 400 000 $   | Terre (ext.)    | Andrei Pavel        | Andrew Ilie            | 7-5, 3-6, 6-2              | Tableau |
| 32 | 29/05/2000 | Roland-Garros, Paris                                 | G. Chelem      | 4 564 505 $ | Terre (ext.)    | Gustavo Kuerten     | Magnus Norman          | 6-2, 6-3, 2-6, 7-66        | Tableau |
| 33 | 12/06/2000 | Gerry Weber Open, Halle                              | Int' Series    | 975 000 $   | Gazon (ext.)    | David Prinosil      | Richard Krajicek       | 6-3, 6-2                   | Tableau |
| 34 | 12/06/2000 | The Stella Artois Championships, Londres             | Int' Series    | 775 000 $   | Gazon (ext.)    | Lleyton Hewitt      | Pete Sampras           | 6-4, 6-4                   |         |
| 35 | 19/06/2000 | The Nottingham Open, Nottingham                      | Int' Series    | 350 000 $   | Gazon (ext.)    | Sébastien Grosjean  | Byron Black            | 7-67, 6-3                  | Tableau |
| 36 | 19/06/2000 | Heineken Trophy, Bois-le-Duc                         | Int' Series    | 375 000 $   | Gazon (ext.)    | Patrick Rafter      | Nicolas Escudé         | 6-1, 6-3                   | Tableau |
| 37 | 26/06/2000 | The Championships, Wimbledon                         | G. Chelem      | 5 564 842 $ | Gazon (ext.)    | Pete Sampras        | Patrick Rafter         | 610-7, 7-65, 6-4, 6-2      | Tableau |
| 38 | 10/07/2000 | Swedish Open, Båstad                                 | Int' Series    | 350 000 $   | Terre (ext.)    | Magnus Norman       | Andreas Vinciguerra    | 6-1, 7-66                  |         |
| 39 | 10/07/2000 | UBS Open, Gstaad                                     | Int' Series    | 600 000 $   | Terre (ext.)    | Àlex Corretja       | Mariano Puerta         | 6-1, 6-3                   |         |
| 40 | 10/07/2000 | Miller Lite Hall of Fame Championships, Newport (RI) | Int' Series    | 350 000 $   | Gazon (ext.)    | Peter Wessels       | Jens Knippschild       | 7-63, 6-3                  |         |
| 41 | 17/07/2000 | Dutch Open, Amsterdam                                | Int' Series    | 375 000 $   | Terre (ext.)    | Magnus Gustafsson   | Raemon Sluiter         | 64-7, 6-3, 7-65, 6-1       | Tableau |
| 42 | 17/07/2000 | Mercedes Cup, Stuttgart                              | Series Gold    | 900 000 $   | Terre (ext.)    | Franco Squillari    | Gastón Gaudio          | 6-2, 3-6, 4-6, 6-4, 6-2    | Tableau |
| 43 | 17/07/2000 | Croatia Open, Umag                                   | Int' Series    | 375 000 $   | Terre (ext.)    | Marcelo Ríos        | Mariano Puerta         | 7-61, 4-6, 6-3             | Tableau |
| 44 | 24/07/2000 | Generali Open, Kitzbühel                             | Series Gold    | 700 000 $   | Terre (ext.)    | Àlex Corretja       | Emilio Benfele Álvarez | 6-3, 6-1, 3-0, ab.         | Tableau |
| 45 | 24/07/2000 | Mercedes-Benz Cup, Los Angeles                       | Int' Series    | 350 000 $   | Dur (ext.)      | Michael Chang       | Jan-Michael Gambill    | 62-7, 6-3, ab.             | Tableau |
| 46 | 24/07/2000 | Internazionali di Tennis di San Marino, Saint-Marin  | Int' Series    | 325 000 $   | Terre (ext.)    | Alex Calatrava      | Sergi Bruguera         | 7-67, 1-6, 6-4             | Tableau |
| 47 | 31/07/2000 | du Maurier Open, Toronto                             | Masters Series | 2 450 000 $ | Dur (ext.)      | Marat Safin         | Harel Levy             | 6-2, 6-3                   | Tableau |
| 48 | 07/08/2000 | Tennis Masters Series Cincinnati, Cincinnati         | Masters Series | 2 450 000 $ | Dur (ext.)      | Thomas Enqvist      | Tim Henman             | 7-65, 6-4                  | Tableau |
| 49 | 14/08/2000 | RCA Championships, Indianapolis                      | Series Gold    | 700 000 $   | Dur (ext.)      | Gustavo Kuerten     | Marat Safin            | 3-6, 7-62, 7-62            | Tableau |
| 50 | 14/08/2000 | Legg Mason Tennis Classic, Washington                | Series Gold    | 700 000 $   | Dur (ext.)      | Àlex Corretja       | Andre Agassi           | 6-2, 6-3                   | Tableau |
| 51 | 21/08/2000 | Hamlet Cup, Long Island                              | Int' Series    | 390 200 $   | Dur (ext.)      | Magnus Norman       | Thomas Enqvist         | 6-3, 5-7, 7-5              |         |
| 52 | 28/08/2000 | US Open, Flushing Meadows                            | G. Chelem      | 6 467 000 $ | Dur (ext.)      | Marat Safin         | Pete Sampras           | 6-4, 6-3, 6-3              | Tableau |
| 53 | 11/09/2000 | Gelsor Open Romania, Bucarest                        | Int' Series    | 350 000 $   | Terre (ext.)    | Joan Balcells       | Markus Hantschk        | 6-4, 3-6, 7-61             | Tableau |
| 54 | 11/09/2000 | President's Cup, Tachkent                            | Int' Series    | 500 000 $   | Dur (ext.)      | Marat Safin         | Davide Sanguinetti     | 6-3, 6-4                   |         |
| 55 | 19/09/2000 | Summer Olympic Tennis Event, Sydney                  | J. olympiques  | NC $        | Dur (ext.)      | Ievgueni Kafelnikov | Tommy Haas             | 7-64, 3-6, 6-2, 4-6, 6-3   | Tableau |
| 56 | 25/09/2000 | Internazionali di Sicilia Freedomland Cup, Palerme   | Int' Series    | 350 000 $   | Terre (ext.)    | Olivier Rochus      | Diego Nargiso          | 7-614, 6-1                 | Tableau |
| 57 | 02/10/2000 | Salem Open, Hong Kong                                | Int' Series    | 350 000 $   | Dur (ext.)      | Nicolas Kiefer      | Mark Philippoussis     | 7-64, 2-6, 6-2             | Tableau |
| 58 | 09/10/2000 | Japan Open Tennis Championships, Tokyo               | Series Gold    | 700 000 $   | Dur (ext.)      | Sjeng Schalken      | Nicolás Lapentti       | 6-4, 3-6, 6-1              | Tableau |
| 59 | 09/10/2000 | CA Tennis Trophy, Vienne                             | Series Gold    | 700 000 $   | Dur (int.)      | Tim Henman          | Tommy Haas             | 6-4, 6-4, 6-4              | Tableau |
| 60 | 16/10/2000 | Heineken Open, Shanghai                              | Int' Series    | 350 000 $   | Dur (ext.)      | Magnus Norman       | Sjeng Schalken         | 6-4, 4-6, 6-3              |         |
| 61 | 16/10/2000 | Adidas Open, Toulouse                                | Int' Series    | 375 000 $   | Dur (int.)      | Àlex Corretja       | Carlos Moyà            | 6-3, 6-2                   | Tableau |
| 62 | 23/10/2000 | Davidoff Swiss Indoors Basel, Bâle                   | Int' Series    | 975 000 $   | Moquette (int.) | Thomas Enqvist      | Roger Federer          | 6-2, 4-6, 7-64, 1-6, 6-1   | Tableau |
| 63 | 23/10/2000 | Kremlin Cup, Moscou                                  | Int' Series    | 975 000 $   | Moquette (int.) | Ievgueni Kafelnikov | David Prinosil         | 6-2, 7-5                   |         |
| 64 | 30/10/2000 | Stuttgart Masters, Stuttgart                         | Masters Series | 2 450 000 $ | Dur (int.)      | Wayne Ferreira      | Lleyton Hewitt         | 7-66, 3-6, 65-7, 7-62, 6-2 | Tableau |
| 65 | 06/11/2000 | Grand Prix de tennis de Lyon, Lyon                   | Int' Series    | 775 000 $   | Moquette (int.) | Arnaud Clément      | Patrick Rafter         | 7-62, 7-65                 | Tableau |
| 66 | 06/11/2000 | St. Petersburg Open, Saint-Pétersbourg               | Int' Series    | 775 000 $   | Dur (int.)      | Marat Safin         | Dominik Hrbatý         | 2-6, 6-4, 6-4              | Tableau |
| 67 | 13/11/2000 | Masters de Paris-Bercy, Paris                        | Masters Series | 2 450 000 $ | Moquette (int.) | Marat Safin         | Mark Philippoussis     | 3-6, 7-67, 6-4, 3-6, 7-68  | Tableau |
| 68 | 20/11/2000 | The Samsung Open, Brighton                           | Int' Series    | 375 000 $   | Dur (int.)      | Tim Henman          | Dominik Hrbatý         | 6-2, 6-2                   |         |
| 69 | 20/11/2000 | Scania Stockholm Open, Stockholm                     | Int' Series    | 775 000 $   | Dur (int.)      | Thomas Johansson    | Ievgueni Kafelnikov    | 6-2, 6-4, 6-4              |         |
| 70 | 27/11/2000 | Tennis Masters Cup, Lisbonne                         | Masters        | 3 700 000 $ | Dur (int.)      | Gustavo Kuerten     | Andre Agassi           | 6-4, 6-4, 6-4              | Tableau |

### Double
| No | Date       | Nom et lieu du tournoi                              | Catégorie      | Dotation    | Surface         | Vainqueurs                          | Finalistes                             | Score                     | [ 1 ]   |
| -- | ---------- | --------------------------------------------------- | -------------- | ----------- | --------------- | ----------------------------------- | -------------------------------------- | ------------------------- | ------- |
| 1  | 03/01/2000 | AAPT Championships Adélaïde                         | Int' Series    | 325 000 $   | Dur (ext.)      | Todd Woodbridge Mark Woodforde      | Lleyton Hewitt Sandon Stolle           | 6-4, 6-2                  | Tableau |
| 2  | 03/01/2000 | Gold Flake Open Chennai                             | Int' Series    | 405 000 $   | Dur (ext.)      | Julien Boutter Christophe Rochus    | Srinath Prahlad Saurav Panja           | 7-5, 6-1                  | Tableau |
| 3  | 03/01/2000 | Qatar Mobil Open Doha                               | Int' Series    | 975 000 $   | Dur (ext.)      | Mark Knowles Max Mirnyi             | Alex O'Brien Jared Palmer              | 6-3, 6-4                  | Tableau |
| 4  | 10/01/2000 | Heineken Open Auckland                              | Int' Series    | 325 000 $   | Dur (ext.)      | Ellis Ferreira Rick Leach           | Olivier Delaitre Jeff Tarango          | 7-5, 6-4                  | Tableau |
| 5  | 10/01/2000 | Adidas International Sydney                         | Int' Series    | 325 000 $   | Dur (ext.)      | Todd Woodbridge Mark Woodforde      | Lleyton Hewitt Sandon Stolle           | 7-5, 6-4                  | Tableau |
| 6  | 17/01/2000 | Australian Open Melbourne                           | G. Chelem      | 3 864 414 $ | Dur (ext.)      | Ellis Ferreira Rick Leach           | Wayne Black Andrew Kratzmann           | 6-4, 3-6, 6-3, 3-6, 18-16 | Tableau |
| 7  | 07/02/2000 | Dubai Open Dubaï                                    | Int' Series    | 975 000 $   | Dur (ext.)      | Jiří Novák David Rikl               | Robbie Koenig Peter Tramacchi          | 6-2, 7-5                  | Tableau |
| 8  | 07/02/2000 | Open 13 Marseille                                   | Int' Series    | 475 000 $   | Dur (int.)      | Simon Aspelin Johan Landsberg       | Juan-Ignacio Carrasco Jairo Velasco Jr | 7-62, 6-4                 | Tableau |
| 9  | 07/02/2000 | Sybase Open San José                                | Int' Series    | 350 000 $   | Dur (int.)      | Jan-Michael Gambill Scott Humphries | Lucas Arnold Ker Eric Taino            | 6-1, 6-4                  | Tableau |
| 10 | 14/02/2000 | Kroger St. Jude Memphis                             | Series Gold    | 700 000 $   | Dur (int.)      | Justin Gimelstob Sébastien Lareau   | Jim Grabb Richey Reneberg              | 6-2, 6-4                  | Tableau |
| 11 | 14/02/2000 | ABN AMRO World Tennis Tournament Rotterdam          | Series Gold    | 750 000 $   | Dur (int.)      | David Adams John-Laffnie de Jager   | Tim Henman Ievgueni Kafelnikov         | 5-7, 6-2, 6-3             | Tableau |
| 12 | 21/02/2000 | AXA Cup Londres                                     | Series Gold    | 700 000 $   | Dur (int.)      | David Adams John-Laffnie de Jager   | Jan-Michael Gambill Scott Humphries    | 6-3, 67-7, 7-611          | Tableau |
| 13 | 21/02/2000 | Abierto Mexicano Telcel Mexico                      | Series Gold    | 700 000 $   | Terre (ext.)    | Byron Black Donald Johnson          | Gastón Etlis Martín Rodríguez          | 6-3, 7-5                  | Tableau |
| 14 | 28/02/2000 | Copenhagen Open Copenhague                          | Int' Series    | 325 000 $   | Dur (int.)      | Martin Damm David Prinosil          | Jonas Björkman Sébastien Lareau        | 6-1, 5-7, 7-5             | Tableau |
| 15 | 28/02/2000 | Citrix Tennis Championships Delray Beach            | Int' Series    | 325 000 $   | Dur (ext.)      | Brian MacPhie Nenad Zimonjić        | Joshua Eagle Andrew Florent            | 7-5, 6-4                  | Tableau |
| 16 | 28/02/2000 | Chevrolet Cup Santiago                              | Int' Series    | 350 000 $   | Terre (ext.)    | Gustavo Kuerten Antonio Prieto      | Lan Bale Piet Norval                   | 6-2, 6-4                  | Tableau |
| 17 | 06/03/2000 | Cerveza Club Colombia Open Bogota                   | Int' Series    | 350 000 $   | Terre (ext.)    | Pablo Albano Lucas Arnold Ker       | Joan Balcells Mauricio Hadad           | 7-64, 1-6, 6-2            |         |
| 18 | 06/03/2000 | Franklin Templeton Tennis Classic Scottsdale        | Int' Series    | 350 000 $   | Dur (ext.)      | Jared Palmer Richey Reneberg        | Patrick Galbraith David Macpherson     | 6-3, 7-5                  |         |
| 19 | 13/03/2000 | Tennis Masters Series Indian Wells Indian Wells     | Masters Series | 2 450 000 $ | Dur (ext.)      | Alex O'Brien Jared Palmer           | Paul Haarhuis Sandon Stolle            | 6-4, 7-65                 | Tableau |
| 20 | 20/03/2000 | Ericsson Championships Miami                        | Masters Series | 2 700 000 $ | Dur (ext.)      | Todd Woodbridge Mark Woodforde      | Martin Damm Dominik Hrbatý             | 6-3, 6-4                  | Tableau |
| 21 | 10/04/2000 | Galleryfurniture.com Tennis Challenge Atlanta       | Int' Series    | 350 000 $   | Terre (ext.)    | Ellis Ferreira Rick Leach           | Justin Gimelstob Mark Knowles          | 6-3, 6-4                  | Tableau |
| 22 | 10/04/2000 | Grand-Prix Hassan II Casablanca                     | Int' Series    | 325 000 $   | Terre (ext.)    | Arnaud Clément Sébastien Grosjean   | Lars Burgsmüller Andrew Painter        | 7-64, 6-4                 | Tableau |
| 23 | 10/04/2000 | Estoril Open Estoril                                | Int' Series    | 600 000 $   | Terre (ext.)    | Donald Johnson Piet Norval          | David Adams Joshua Eagle               | 6-4, 7-5                  |         |
| 24 | 17/04/2000 | Tennis Masters Series - Monte-Carlo Monte-Carlo     | Masters Series | 2 450 000 $ | Terre (ext.)    | Wayne Ferreira Ievgueni Kafelnikov  | Paul Haarhuis Sandon Stolle            | 6-3, 2-6, 6-1             | Tableau |
| 25 | 24/04/2000 | Open Seat Godó Barcelone                            | Series Gold    | 900 000 $   | Terre (ext.)    | Nicklas Kulti Mikael Tillström      | Paul Haarhuis Sandon Stolle            | 6-2, 62-7, 7-65           | Tableau |
| 26 | 01/05/2000 | Mallorca Open Palma de Majorque                     | Int' Series    | 475 000 $   | Terre (ext.)    | Michaël Llodra Diego Nargiso        | Alberto Martín Fernando Vicente        | 7-62, 7-63                | Tableau |
| 27 | 01/05/2000 | BMW Open Munich                                     | Int' Series    | 375 000 $   | Terre (ext.)    | David Adams John-Laffnie de Jager   | Max Mirnyi Nenad Zimonjić              | 6-4, 6-4                  | Tableau |
| 28 | 01/05/2000 | US Men's Clay Court Championship Orlando            | Int' Series    | 325 000 $   | Terre (ext.)    | Leander Paes Jan Siemerink          | Justin Gimelstob Sébastien Lareau      | 6-3, 6-4                  | Tableau |
| 29 | 08/05/2000 | Italian Open Rome                                   | Masters Series | 2 450 000 $ | Terre (ext.)    | Martin Damm Dominik Hrbatý          | Wayne Ferreira Ievgueni Kafelnikov     | 6-4, 4-6, 6-3             | Tableau |
| 30 | 15/05/2000 | German International Championships Hambourg         | Masters Series | 2 450 000 $ | Terre (ext.)    | Todd Woodbridge Mark Woodforde      | Wayne Arthurs Sandon Stolle            | 64-7, 6-4, 6-3            | Tableau |
| 31 | 22/05/2000 | International Raiffeisen Grand Prix Sankt Pölten    | Int' Series    | 400 000 $   | Terre (ext.)    | Mahesh Bhupathi Andrew Kratzmann    | Andrea Gaudenzi Diego Nargiso          | 7-610, 62-7, 6-4          | Tableau |
| 32 | 29/05/2000 | Roland-Garros Paris                                 | G. Chelem      | 4 564 505 $ | Terre (ext.)    | Todd Woodbridge Mark Woodforde      | Paul Haarhuis Sandon Stolle            | 7-67, 6-4                 | Tableau |
| 33 | 12/06/2000 | Gerry Weber Open Halle                              | Int' Series    | 975 000 $   | Gazon (ext.)    | Nicklas Kulti Mikael Tillström      | Mahesh Bhupathi David Prinosil         | 7-64, 7-64                | Tableau |
| 34 | 12/06/2000 | The Stella Artois Championships Londres             | Int' Series    | 775 000 $   | Gazon (ext.)    | Todd Woodbridge Mark Woodforde      | Jonathan Stark Eric Taino              | 65-7, 6-3, 7-61           |         |
| 35 | 19/06/2000 | The Nottingham Open Nottingham                      | Int' Series    | 350 000 $   | Gazon (ext.)    | Donald Johnson Piet Norval          | Ellis Ferreira Rick Leach              | 1-6, 6-4, 6-3             | Tableau |
| 36 | 19/06/2000 | Heineken Trophy Bois-le-Duc                         | Int' Series    | 375 000 $   | Gazon (ext.)    | Martin Damm Cyril Suk               | Paul Haarhuis Sandon Stolle            | 6-4, 65-7, 7-65           | Tableau |
| 37 | 26/06/2000 | The Championships Wimbledon                         | G. Chelem      | 5 564 842 $ | Gazon (ext.)    | Todd Woodbridge Mark Woodforde      | Paul Haarhuis Sandon Stolle            | 6-3, 6-4, 6-1             | Tableau |
| 38 | 10/07/2000 | Swedish Open Båstad                                 | Int' Series    | 350 000 $   | Terre (ext.)    | Nicklas Kulti Mikael Tillström      | Andrea Gaudenzi Diego Nargiso          | 4-6, 6-2, 6-3             |         |
| 39 | 10/07/2000 | UBS Open Gstaad                                     | Int' Series    | 600 000 $   | Terre (ext.)    | Jiří Novák David Rikl               | Jérôme Golmard Michael Kohlmann        | 3-6, 6-3, 6-4             |         |
| 40 | 10/07/2000 | Miller Lite Hall of Fame Championships Newport (RI) | Int' Series    | 350 000 $   | Gazon (ext.)    | Jonathan Erlich Harel Levy          | Kyle Spencer Mitch Sprengelmeyer       | 7-62, 7-5                 |         |
| 41 | 17/07/2000 | Dutch Open Amsterdam                                | Int' Series    | 375 000 $   | Terre (ext.)    | Sergio Roitman Andrés Schneiter     | Edwin Kempes Dennis van Scheppingen    | 4-6, 6-4, 6-1             | Tableau |
| 42 | 17/07/2000 | Mercedes Cup Stuttgart                              | Series Gold    | 900 000 $   | Terre (ext.)    | Jiří Novák David Rikl               | Lucas Arnold Ker Donald Johnson        | 5-7, 6-2, 6-3             | Tableau |
| 43 | 17/07/2000 | Croatia Open Umag                                   | Int' Series    | 375 000 $   | Terre (ext.)    | Álex López Morón Albert Portas      | Ivan Ljubičić Lovro Zovko              | 6-1, 7-62                 | Tableau |
| 44 | 24/07/2000 | Generali Open Kitzbühel                             | Series Gold    | 700 000 $   | Terre (ext.)    | Pablo Albano Cyril Suk              | Joshua Eagle Andrew Florent            | 6-3, 3-6, 6-3             | Tableau |
| 45 | 24/07/2000 | Mercedes-Benz Cup Los Angeles                       | Int' Series    | 350 000 $   | Dur (ext.)      | Pablo Albano Sandon Stolle          | Jan-Michael Gambill Scott Humphries    | Forfait                   | Tableau |
| 46 | 24/07/2000 | Internazionali di Tennis di San Marino Saint-Marin  | Int' Series    | 325 000 $   | Terre (ext.)    | Tomáš Cibulec Leoš Friedl           | Gastón Etlis Jack Waite                | 7-61, 7-5                 | Tableau |
| 47 | 31/07/2000 | du Maurier Open Toronto                             | Masters Series | 2 450 000 $ | Dur (ext.)      | Sébastien Lareau Daniel Nestor      | Joshua Eagle Andrew Florent            | 6-3, 7-63                 | Tableau |
| 48 | 07/08/2000 | Tennis Masters Series Cincinnati Cincinnati         | Masters Series | 2 450 000 $ | Dur (ext.)      | Todd Woodbridge Mark Woodforde      | Ellis Ferreira Rick Leach              | 7-66, 6-4                 | Tableau |
| 49 | 14/08/2000 | RCA Championships Indianapolis                      | Series Gold    | 700 000 $   | Dur (ext.)      | Lleyton Hewitt Sandon Stolle        | Jonas Björkman Max Mirnyi              | 6-2, 3-6, 6-3             | Tableau |
| 50 | 14/08/2000 | Legg Mason Tennis Classic Washington                | Series Gold    | 700 000 $   | Dur (ext.)      | Alex O'Brien Jared Palmer           | Andre Agassi Sargis Sargsian           | 7-5, 6-1                  | Tableau |
| 51 | 21/08/2000 | Hamlet Cup Long Island                              | Int' Series    | 390 200 $   | Dur (ext.)      | Jonathan Stark Kevin Ullyett        | Jan-Michael Gambill Scott Humphries    | 6-4, 6-4                  |         |
| 52 | 28/08/2000 | US Open Flushing Meadows                            | G. Chelem      | 6 467 000 $ | Dur (ext.)      | Lleyton Hewitt Max Mirnyi           | Ellis Ferreira Rick Leach              | 6-3, 5-7, 7-65            | Tableau |
| 53 | 11/09/2000 | Gelsor Open Romania Bucarest                        | Int' Series    | 350 000 $   | Terre (ext.)    | Alberto Martín Eyal Ran             | Devin Bowen Mariano Hood               | 7-64, 6-1                 | Tableau |
| 54 | 11/09/2000 | President's Cup Tachkent                            | Int' Series    | 500 000 $   | Dur (ext.)      | Justin Gimelstob Scott Humphries    | Marius Barnard Robbie Koenig           | 6-3, 6-2                  |         |
| 55 | 19/09/2000 | Summer Olympic Tennis Event Sydney                  | J. olympiques  | NC $        | Dur (ext.)      | Sébastien Lareau Daniel Nestor      | Todd Woodbridge Mark Woodforde         | 5-7, 6-3, 6-4, 7-62       | Tableau |
| 56 | 25/09/2000 | Internazionali di Sicilia Freedomland Cup Palerme   | Int' Series    | 350 000 $   | Terre (ext.)    | Tomás Carbonell Martín García       | Pablo Albano Marc-Kevin Goellner       | Forfait                   | Tableau |
| 57 | 02/10/2000 | Salem Open Hong Kong                                | Int' Series    | 350 000 $   | Dur (ext.)      | Wayne Black Kevin Ullyett           | Dominik Hrbatý David Prinosil          | 6-1, 6-2                  | Tableau |
| 58 | 09/10/2000 | Japan Open Tennis Championships Tokyo               | Series Gold    | 700 000 $   | Dur (ext.)      | Mahesh Bhupathi Leander Paes        | Michael Hill Jeff Tarango              | 6-4, 61-7, 6-3            | Tableau |
| 59 | 09/10/2000 | CA Tennis Trophy Vienne                             | Series Gold    | 700 000 $   | Dur (int.)      | Ievgueni Kafelnikov Nenad Zimonjić  | Jiří Novák David Rikl                  | 6-4, 6-4                  | Tableau |
| 60 | 16/10/2000 | Heineken Open Shanghai                              | Int' Series    | 350 000 $   | Dur (ext.)      | Paul Haarhuis Sjeng Schalken        | Petr Pála Pavel Vízner                 | 6-2, 3-6, 6-4             |         |
| 61 | 16/10/2000 | Adidas Open Toulouse                                | Int' Series    | 375 000 $   | Dur (int.)      | Julien Boutter Fabrice Santoro      | Donald Johnson Piet Norval             | 7-68, 4-6, 7-65           | Tableau |
| 62 | 23/10/2000 | Davidoff Swiss Indoors Basel Bâle                   | Int' Series    | 975 000 $   | Moquette (int.) | Donald Johnson Piet Norval          | Roger Federer Dominik Hrbatý           | 7-69, 4-6, 7-64           | Tableau |
| 63 | 23/10/2000 | Kremlin Cup Moscou                                  | Int' Series    | 975 000 $   | Moquette (int.) | Jonas Björkman David Prinosil       | Jiří Novák David Rikl                  | 6-2, 6-3                  |         |
| 64 | 30/10/2000 | Stuttgart Masters Stuttgart                         | Masters Series | 2 450 000 $ | Dur (int.)      | Jiří Novák David Rikl               | Donald Johnson Piet Norval             | 3-6, 6-3, 6-4             | Tableau |
| 65 | 06/11/2000 | Grand Prix de tennis de Lyon Lyon                   | Int' Series    | 775 000 $   | Moquette (int.) | Paul Haarhuis Sandon Stolle         | Ivan Ljubičić Jack Waite               | 6-1, 62-7, 7-67           | Tableau |
| 66 | 06/11/2000 | St. Petersburg Open Saint-Pétersbourg               | Int' Series    | 775 000 $   | Dur (int.)      | Daniel Nestor Kevin Ullyett         | Thomas Shimada Myles Wakefield         | 7-65, 7-5                 | Tableau |
| 67 | 13/11/2000 | Masters de Paris-Bercy Paris                        | Masters Series | 2 450 000 $ | Moquette (int.) | Nicklas Kulti Max Mirnyi            | Paul Haarhuis Daniel Nestor            | 6-4, 7-5                  | Tableau |
| 68 | 20/11/2000 | The Samsung Open Brighton                           | Int' Series    | 375 000 $   | Dur (int.)      | Michael Hill Jeff Tarango           | Paul Goldstein Jim Thomas              | 6-3, 7-5                  |         |
| 69 | 20/11/2000 | Scania Stockholm Open Stockholm                     | Int' Series    | 775 000 $   | Dur (int.)      | Mark Knowles Daniel Nestor          | Petr Pála Pavel Vízner                 | 6-3, 6-2                  |         |
| 70 | 11/12/2000 | Tennis Masters Cup Bangalore                        | Masters        | 750 000 $   | Dur (int.)      | Donald Johnson Piet Norval          | Mahesh Bhupathi Leander Paes           | 7-68, 6-3, 6-4            | Tableau |

### Double mixte
| No | Date       | Nom et lieu du tournoi      | Catégorie | Dotation    | Surface      | Vainqueurs                           | Finalistes                              | Score         |         |
| -- | ---------- | --------------------------- | --------- | ----------- | ------------ | ------------------------------------ | --------------------------------------- | ------------- | ------- |
| 1  | 17/01/2000 | Australian Open Melbourne   | G. Chelem | 3 864 414 $ | Dur (ext.)   | Rennae Stubbs Jared Palmer           | Arantxa Sánchez Vicario Todd Woodbridge | 7-5, 7-63     | Tableau |
| 2  | 29/05/2000 | Roland-Garros Paris         | G. Chelem | 4 564 505 $ | Terre (ext.) | Mariaan de Swardt David Adams        | Rennae Stubbs Todd Woodbridge           | 6-3, 3-6, 6-3 | Tableau |
| 3  | 26/06/2000 | The Championships Wimbledon | G. Chelem | 5 564 842 $ | Gazon (ext.) | Kimberly Po Messerli Donald Johnson  | Kim Clijsters Lleyton Hewitt            | 6-4, 7-63     | Tableau |
| 4  | 28/08/2000 | US Open Flushing Meadows    | G. Chelem | 6 467 000 $ | Dur (ext.)   | Arantxa Sánchez Vicario Jared Palmer | Anna Kournikova Max Mirnyi              | 6-4, 6-3      | Tableau |

### Compétitions par équipes
| | Espagne        | 3                              | -   | 1    | Australie |   |     |
| --- | -------------- | ------------------------------ | --- | ---- | --------- | - | --- |
| Palau Sant Jordi, Barcelone, Espagne |                |                                |     |      |           |   |     |
| du 8 au 10 décembre 2000 sur terre battue (int.) |                |                                |     |      |           |   |     |
| \| 1 \| \| Albert Costa \| 6 \| 1 \| 6 \| 4 \| 4 \| \| 1 \| \| Lleyton Hewitt \| 3 \| 6 \| 2 \| 6 \| 6 \| \| 2 \| \| Juan Carlos Ferrero \| 64 \| 7 \| 6 \| 3 \| \| \| 2 \| \| Patrick Rafter \| 7 \| 62 \| 2 \| 1 \| ab. \| \| 3 \| \| Joan Balcells - Àlex Corretja \| 6 \| 6 \| 6 \| \| \| \| 3 \| \| Sandon Stolle - Mark Woodforde \| 4 \| 4 \| 4 \| \| \| \| \| \| \| \| \| \| \| \| \| 4 \| \| Juan Carlos Ferrero \| 6 \| 7 \| 4 \| 6 \| \| \| 4 \| \| Lleyton Hewitt \| 2 \| 65 \| 6 \| 4 \| \| \| \| \| \| \| \| \| \| \| \| 5 \| \| Albert Costa \| Non \| joué \| \| \| \| \| 5 \| Patrick Rafter \| \| \| \| \| \| \| \| \| \| \| \| \| \| \| \| |                |                                |     |      |           |   |     |
| 1 |                | Albert Costa                   | 6   | 1    | 6         | 4 | 4   |
| 1 |                | Lleyton Hewitt                 | 3   | 6    | 2         | 6 | 6   |
| 2 |                | Juan Carlos Ferrero            | 64  | 7    | 6         | 3 |     |
| 2 |                | Patrick Rafter                 | 7   | 62   | 2         | 1 | ab. |
| 3 |                | Joan Balcells - Àlex Corretja  | 6   | 6    | 6         |   |     |
| 3 |                | Sandon Stolle - Mark Woodforde | 4   | 4    | 4         |   |     |
| |                |                                |     |      |           |   |     |
| 4 |                | Juan Carlos Ferrero            | 6   | 7    | 4         | 6 |     |
| 4 |                | Lleyton Hewitt                 | 2   | 65   | 6         | 4 |     |
| |                |                                |     |      |           |   |     |
| 5 |                | Albert Costa                   | Non | joué |           |   |     |
| 5 | Patrick Rafter |                                |     |      |           |   |     |
| |                |                                |     |      |           |   |     |

| 1 |                | Albert Costa                   | 6   | 1    | 6 | 4 | 4   |
| 1 |                | Lleyton Hewitt                 | 3   | 6    | 2 | 6 | 6   |
| 2 |                | Juan Carlos Ferrero            | 64  | 7    | 6 | 3 |     |
| 2 |                | Patrick Rafter                 | 7   | 62   | 2 | 1 | ab. |
| 3 |                | Joan Balcells - Àlex Corretja  | 6   | 6    | 6 |   |     |
| 3 |                | Sandon Stolle - Mark Woodforde | 4   | 4    | 4 |   |     |
|   |                |                                |     |      |   |   |     |
| 4 |                | Juan Carlos Ferrero            | 6   | 7    | 4 | 6 |     |
| 4 |                | Lleyton Hewitt                 | 2   | 65   | 6 | 4 |     |
|   |                |                                |     |      |   |   |     |
| 5 |                | Albert Costa                   | Non | joué |   |   |     |
| 5 | Patrick Rafter |                                |     |      |   |   |     |
|   |                |                                |     |      |   |   |     |

|  | Équipe 1       | Score | Équipe 2  |  |
|  | Afrique du Sud | 3 – 0 | Thaïlande |  |

| Ordre des matchs | Joueurs                                   | Points au premier set | Points au second set | Points au troisième set |
| ---------------- | ----------------------------------------- | --------------------- | -------------------- | ----------------------- |
| 1                | Amanda Coetzer                            | 3                     | 6                    | 6                       |
| 1                | Tamarine Tanasugarn                       | 6                     | 4                    | 4                       |
|                  |                                           |                       |                      |                         |
| 2                | Wayne Ferreira                            | 7                     | 6                    |                         |
| 2                | Paradorn Srichaphan                       | 612                   | 3                    |                         |
|                  |                                           |                       |                      |                         |
| 3 (sans enjeu)   | Amanda Coetzer - Wayne Ferreira           | 8                     |                      |                         |
| 3 (sans enjeu)   | Tamarine Tanasugarn - Paradorn Srichaphan | 1                     |                      |                         |

|  | Équipe 1  | Score | Équipe 2 |  |
|  | Slovaquie | 3 – 0 | Russie   |  |

| Ordre des matchs | Joueurs                           | Points au premier set | Points au second set | Points au troisième set |
| ---------------- | --------------------------------- | --------------------- | -------------------- | ----------------------- |
| 1                | Dominik Hrbatý                    | 6                     | 7                    |                         |
| 1                | Ievgueni Kafelnikov               | 4                     | 61                   |                         |
|                  |                                   |                       |                      |                         |
| 2                | Karol Kučera                      | 6                     | 6                    |                         |
| 2                | Marat Safin                       | 3                     | 2                    |                         |
|                  |                                   |                       |                      |                         |
| 3 (sans enjeu)   | Dominik Hrbatý - Ján Krošlák      | 6                     | 6                    |                         |
| 3 (sans enjeu)   | Ievgueni Kafelnikov - Marat Safin | 4                     | 2                    |                         |

## Informations statistiques
| Catégorie \ Surface       | Dur    | Terre | Gazon | Moquette | Total  |
| Grand Chelem              | 2      | 1     | 1     | 0        | 4      |
| Jeux olympiques           | 1      | 0     | 0     | 0        | 1      |
| Tennis Masters Cup        | 1(1)   | 0     | 0     | 0        | 1(1)   |
| Tennis Masters Series     | 5(1)   | 3     | 0     | 1(1)     | 9(2)   |
| International Series Gold | 7(4)   | 4     | 0     | 0        | 11(4)  |
| International Series      | 20(7)  | 16    | 5     | 3(3)     | 44(10) |
| Total                     | 36(13) | 24    | 6     | 4(4)     | 70(17) |

Entre parenthèses le nombre de tournois se déroulant en intérieur.

### En simple
| Joueur          | Période                    | Semaines | Cumul |
| --------------- | -------------------------- | -------- | ----- |
| Andre Agassi    | 1er janvier - 10 septembre | 36       | 36    |
| Pete Sampras    | 11 septembre - 19 novembre | 10       | 10    |
| Marat Safin     | 20 novembre - 3 décembre   | 2        | 2     |
| Gustavo Kuerten | 4 décembre - 31 décembre   | 4        | 4     |

| Joueur              | Nombre | Titre(s)                                                                  |
| ------------------- | ------ | ------------------------------------------------------------------------- |
| Marat Safin         | 7      | Barcelone, Majorque, Toronto, US Open, Tachkent, Saint-Pétersbourg, Paris |
| Magnus Norman       | 5      | Auckland, Rome, Båstad, Long Island, Shanghai                             |
| Gustavo Kuerten     | 5      | Santiago, Hambourg, Roland Garros, Indianapolis, Masters Cup              |
| Àlex Corretja       | 5      | Indian Wells, Gstaad, Kitzbühel, Washington, Toulouse                     |
| Lleyton Hewitt      | 4      | Adélaïde, Sydney, Scottsdale, Queen's                                     |
| Nicolas Kiefer      | 2      | Dubaï, Hong Kong                                                          |
| Marc Rosset         | 2      | Marseille, Londres                                                        |
| Cédric Pioline      | 2      | Rotterdam, Monte-Carlo                                                    |
| Pete Sampras        | 2      | Miami, Wimbledon                                                          |
| Franco Squillari    | 2      | Munich, Stuttgart                                                         |
| Thomas Enqvist      | 2      | Cincinnati, Bâle                                                          |
| Ievgueni Kafelnikov | 2      | Jeux olympiques, Moscou                                                   |
| Tim Henman          | 2      | Vienne, Brighton                                                          |
| Andre Agassi        | 1      | Open d'Australie                                                          |
| Jérôme Golmard      | 1      | Chennai                                                                   |
| Fabrice Santoro     | 1      | Doha                                                                      |
| Mark Philippoussis  | 1      | San José                                                                  |
| Magnus Larsson      | 1      | Memphis                                                                   |
| Juan Ignacio Chela  | 1      | Mexico                                                                    |
| Andreas Vinciguerra | 1      | Copenhague                                                                |
| Stefan Koubek       | 1      | Delray Beach                                                              |
| Mariano Puerta      | 1      | Bogota                                                                    |
| Andrew Ilie         | 1      | Atlanta                                                                   |
| Fernando Vicente    | 1      | Casablanca                                                                |
| Carlos Moyà         | 1      | Estoril                                                                   |
| Fernando González   | 1      | Orlando                                                                   |
| Andrei Pavel        | 1      | Sankt Pölten                                                              |
| David Prinosil      | 1      | Halle                                                                     |
| Sébastien Grosjean  | 1      | Nottingham                                                                |
| Patrick Rafter      | 1      | Bois-le-Duc                                                               |
| Peter Wessels       | 1      | Newport                                                                   |
| Magnus Gustafsson   | 1      | Amsterdam                                                                 |
| Marcelo Ríos        | 1      | Umag                                                                      |
| Michael Chang       | 1      | Los Angeles                                                               |
| Alex Calatrava      | 1      | Saint-Marin                                                               |
| Joan Balcells       | 1      | Bucarest                                                                  |
| Olivier Rochus      | 1      | Palerme                                                                   |
| Sjeng Schalken      | 1      | Tokyo                                                                     |
| Wayne Ferreira      | 1      | Stuttgart (indoor)                                                        |
| Arnaud Clément      | 1      | Lyon                                                                      |
| Thomas Johansson    | 1      | Stockholm                                                                 |

| Joueur              | Début de carrière | Premier titre |
| ------------------- | ----------------- | ------------- |
| Juan Ignacio Chela  | 1999              | Mexico        |
| Andreas Vinciguerra | 1998              | Copenhague    |
| Fernando González   | 1998              | Orlando       |
| Sébastien Grosjean  | 1997              | Nottingham    |
| Peter Wessels       | 1996              | Newport       |
| Alex Calatrava      | 1994              | Saint-Marin   |
| Joan Balcells       | 1998              | Bucarest      |
| Olivier Rochus      | 2000              | Palerme       |
| Arnaud Clément      | 1997              | Lyon          |

| Pays           | Total | Nombre par surface | Nombre par surface | Nombre par surface | Nombre par surface | Titre(s)                                                                                                   |
| Pays           | Total | Dur                | Terre              | Gazon              | Moquette           | Titre(s)                                                                                                   |
| Suède          | 11    | 7                  | 3                  | 0                  | 1                  | Auckland, Memphis, Copenhague, Rome, Båstad, Amsterdam, Cincinnati, Long Island, Shanghai, Bâle, Stockholm |
| Russie         | 9     | 5                  | 2                  | 0                  | 2                  | Barcelone, Majorque, Toronto, US Open, Tachkent, Jeux olympiques, Moscou, Saint-Pétersbourg, Paris         |
| Espagne        | 9     | 3                  | 6                  | 0                  | 0                  | Indian Wells, Casablanca, Estoril, Gstaad, Kitzbühel, Saint-Marin, Washington, Bucarest, Toulouse          |
| Australie      | 7     | 4                  | 1                  | 2                  | 0                  | Adélaïde, Sydney, San José, Scottsdale, Atlanta, Queen's, Bois-le-Duc                                      |
| France         | 6     | 3                  | 1                  | 1                  | 1                  | Chennai, Doha, Rotterdam, Monte-Carlo, Queen's, Lyon                                                       |
| Brésil         | 5     | 2                  | 3                  | 0                  | 0                  | Santiago, Hambourg, Roland Garros, Indianapolis, Masters Cup                                               |
| États-Unis     | 4     | 3                  | 0                  | 1                  | 0                  | Open d'Australie, Miami, Wimbledon, Los Angeles                                                            |
| Argentine      | 4     | 0                  | 4                  | 0                  | 0                  | Mexico, Bogota, Munich, Stuttgart                                                                          |
| Allemagne      | 3     | 2                  | 0                  | 1                  | 0                  | Dubaï, Halle, Hong Kong                                                                                    |
| Suisse         | 2     | 2                  | 0                  | 0                  | 0                  | Marseille, Londres                                                                                         |
| Royaume-Uni    | 2     | 2                  | 0                  | 0                  | 0                  | Vienne, Brighton                                                                                           |
| Chili          | 2     | 0                  | 2                  | 0                  | 0                  | Orlando, Umag                                                                                              |
| Pays-Bas       | 2     | 1                  | 0                  | 1                  | 0                  | Newport, Tokyo                                                                                             |
| Autriche       | 1     | 1                  | 0                  | 0                  | 0                  | Delray Beach                                                                                               |
| Roumanie       | 1     | 0                  | 1                  | 0                  | 0                  | Sankt Pölten                                                                                               |
| Belgique       | 1     | 0                  | 1                  | 0                  | 0                  | Palerme |
| Afrique du Sud | 1     | 1                  | 0                  | 0                  | 0                  | Stuttgart (indoor)                                                                                         |

### En double
| Joueur          | Période                  | Semaines | Cumul |
| --------------- | ------------------------ | -------- | ----- |
| Leander Paes    | 1er janvier - 19 mars    | 11       | 11    |
| Jared Palmer    | 20 mars - 7 mai          | 7        | 7     |
| Alex O'Brien    | 8 mai - 11 juin          | 5        | 5     |
| Todd Woodbridge | 12 juin - 29 octobre     | 20       | 20    |
| Mark Woodforde  | 30 octobre - 31 décembre | 9        | 9     |

| Joueur                            | Nombre | Titre(s)                                                                         |
| --------------------------------- | ------ | -------------------------------------------------------------------------------- |
| Mark Woodforde Todd Woodbridge    | 8      | Adélaïde, Sydney, Miami, Hambourg, Roland Garros, Queen's, Wimbledon, Cincinnati |
| Jiří Novák David Rikl             | 4      | Dubaï, Gstaad, Stuttgart, Stuttgart (indoor)                                     |
| Daniel Nestor                     | 4      | Toronto, Jeux olympiques, Saint-Pétersbourg, Stockholm                           |
| Max Mirnyi                        | 3      | Doha, US Open, Paris                                                             |
| Sébastien Lareau                  | 3      | Memphis, Toronto, Jeux olympiques                                                |
| Ellis Ferreira Rick Leach         | 3      | Auckland, Open d'Australie, Atlanta                                              |
| David Adams John-Laffnie de Jager | 3      | Rotterdam, Londres, Munich                                                       |
| Julien Boutter                    | 2      | Chennai, Toulouse                                                                |
| Mark Knowles                      | 2      | Doha, Stockholm                                                                  |
| Scott Humphries                   | 2      | San José, Tachkent                                                               |
| Justin Gimelstob                  | 2      | Memphis, Tachkent                                                                |

| Joueur              | Début de carrière | Premier titre |
| ------------------- | ----------------- | ------------- |
| Julien Boutter      | 1996              | Chennai       |
| Christophe Rochus   | 1996              | Chennai       |
| Simon Aspelin       | 1998              | Marseille     |
| Johan Landsberg     | 1997              | Marseille     |
| Jan-Michael Gambill | 1996              | San José      |
| Scott Humphries     | 1995              | San José      |

| Pays           | Nombre | Titres                                                                           |
| -------------- | ------ | -------------------------------------------------------------------------------- |
| Australie      | 8      | Adélaïde, Sydney, Miami, Hambourg, Roland Garros, Queen's, Wimbledon, Cincinnati |
| États-Unis     | 7      | Auckland, Open d'Australie, San José, Memphis, Mexico, Atlanta, Tachkent         |
| Afrique du Sud | 6      | Auckland, Open d'Australie, Rotterdam, Londres, Atlanta, Munich                  |
| Tchéquie       | 4      | Dubaï, Gstaad, Stuttgart, Stuttgart (indoor)                                     |
| Canada         | 4      | Memphis, Toronto, Jeux olympiques, Saint-Pétersbourg, Stockholm                  |
| Biélorussie    | 3      | Doha, US Open, Paris                                                             |
| France         | 2      | Chennai, Toulouse                                                                |
| Zimbabwe       | 2      | Mexico, Saint-Pétersbourg                                                        |
| Bahamas        | 2      | Doha, Stockholm                                                                  |
| Belgique       | 1      | Chennai                                                                          |